# Oedionychus
Oedionychus là một chi bọ cánh cứng trong họ Chrysomelidae.
Chi này được miêu tả khoa học năm 1827 bởi Berthold.

## Các loài
Các loài trong chi này gồm:
- Oedionychus cinctus Fabricius, 1781
- Oedionychus limbatus Fabricius, 1798